# Мессенцель, Маркус
Ма́ркус Мессе́нцель (нем. Markus Messenzehl; род. 20 июня 1972, Оберстдорф, Бавария) — немецкий кёрлингист, первый в команде Германии на зимних Олимпийских играх 2002 года.

## Достижения
- Чемпионат мира по кёрлингу среди мужчин: серебро (2004).
- Чемпионат мира по кёрлингу среди юниоров: бронза (1993).
- Чемпионат Европы по кёрлингу: золото (2002, 2004).
- Чемпионат Германии по кёрлингу среди мужчин: золото (2002, 2004), серебро (2013), бронза (2003).

## Команды
| Сезон   | Четвёртый       | Третий            | Второй            | Первый            | Запасной                                        | Турниры                              |
| ------- | --------------- | ----------------- | ----------------- | ----------------- | ----------------------------------------------- | ------------------------------------ |
| 1990—91 | Маркус Херберг  | Marcus Räderer    | Felix Ogger       | Мартин Байзер     | Маркус Мессенцель                               | ЧМЮ 1991 (6 место)                   |
| 1991—92 | Маркус Херберг  | Штефан Кнолль     | Даниэль Херберг   | Мартин Байзер     | Маркус Мессенцель                               | ЧМЮ 1992 (7 место)                   |
| 1992—93 | Маркус Херберг  | Даниэль Херберг   | Штефан Кнолль     | Маркус Мессенцель | Oliver Trevisiol                                | ЧМЮ 1993                             |
| 1996—97 | Даниэль Херберг | Бьорн Шрёдер      | Штефан Кнолль     | Патрик Хоффман    | Маркус Мессенцель тренер: Кит Вендорф           | ЧЕ 1996 (4 место)                    |
| 1998—99 | Даниэль Херберг | Себастьян Шток    | Штефан Кнолль     | Патрик Хоффман    | Маркус Мессенцель тренер: Кит Вендорф           | ЧЕ 1998 (6 место)                    |
| 1999—00 | Даниэль Херберг | Себастьян Шток    | Штефан Кнолль     | Патрик Хоффман    | Маркус Мессенцель тренер: Кит Вендорф           | ЧЕ 1999 (9 место)                    |
| 2001—02 | Себастьян Шток  | Даниэль Херберг   | Штефан Кнолль     | Маркус Мессенцель | Патрик Хоффман тренер: Кит Вендорф              | ЧЕ 2001 (8 место) ЗОИ 2002 (6 место) |
| 2002—03 | Себастьян Шток  | Даниэль Херберг   | Штефан Кнолль     | Маркус Мессенцель | Патрик Хоффман тренер: Ули Сутор                | ЧЕ 2002                              |
| 2003—04 | Себастьян Шток  | Даниэль Херберг   | Маркус Мессенцель | Патрик Хоффман    | Штефан Кнолль тренер: Ули Сутор                 | ЧЕ 2003 (6 место)                    |
| 2003—04 | Себастьян Шток  | Даниэль Херберг   | Штефан Кнолль     | Маркус Мессенцель | Патрик Хоффман тренер: Ули Сутор                | ЧМ 2004                              |
| 2004—05 | Себастьян Шток  | Даниэль Херберг   | Штефан Кнолль     | Маркус Мессенцель | Патрик Хоффман тренер: Маркус Херберг           | ЧЕ 2004                              |
| 2005—06 | Себастьян Шток  | Даниэль Херберг   | Маркус Мессенцель | Патрик Хоффман    | Бернхард Майр тренер: Дик Хендерсон             | ЧМ 2006 (10 место)                   |
| 2006—07 | Себастьян Шток  | Даниэль Херберг   | Маркус Мессенцель | Патрик Хоффман    | Бернхард Майр                                   | ЧЕ 2006 (4 место)                    |
| 2007—08 | Себастьян Шток  | Даниэль Херберг   | Маркус Мессенцель | Патрик Хоффман    | Бернхард Майр                                   |                                      |
| 2008—09 | Себастьян Шток  | Даниэль Херберг   | Маркус Мессенцель | Патрик Хоффман    |                                                 |                                      |
| 2010—11 | Анди Капп       | Даниэль Херберг   | Хольгер Хёне      | Маркус Мессенцель | Андреас Кемпф тренер: Мартин Байзер             | ЧЕ 2010 (4 место)                    |
| 2010—11 | Анди Капп       | Андреас Ланг      | Даниэль Херберг   | Маркус Мессенцель | Хольгер Хёне тренер: Мартин Байзер              | ЧМ 2011 (6 место)                    |
| 2011—12 | Андреас Ланг    | Даниэль Херберг   | Маркус Мессенцель | Даниэль Нойнер    | Андреас Кемпф                                   |                                      |
| 2012—13 | Андреас Ланг    | Даниэль Херберг   | Маркус Мессенцель | Даниэль Нойнер    | Андреас Кемпф тренеры: Анди Капп, Мартин Байзер | ЧЕ 2012 (9 место)                    |
| 2012—13 | Даниэль Херберг | Маркус Мессенцель | Даниэль Нойнер    | Андреас Кемпф     |                                                 | ЧГМ 2013                             |
| 2013—14 | Даниэль Херберг | Бернхард Майр     | Маркус Мессенцель | Stefan Wiedmann   |                                                 |                                      |
| 2014—15 | Анди Капп       | Даниэль Херберг   | Маркус Мессенцель | Хольгер Хёне      |                                                 |                                      |
| 2023—24 | Анди Капп       | Оливер Аксник     | Хольгер Хёне      | Андреас Кемпф     | Маркус Мессенцель тренер: Ули Капп              | ЧМВ 2024 (4 место)                   |
| 2024—25 | Анди Капп       | Оливер Аксник     | Хольгер Хёне      | Андреас Кемпф     | Маркус Мессенцель тренер: Кит Вендорф           | ЧМВ 2025 (5 место)                   |

(скипы выделены полужирным шрифтом)

## Частная жизнь
Представитель семьи кёрлингистов: его сын — Феликс Мессенцель, чемпион Германии среди мужчин, участник чемпионатов мира и Европы; дочь Сара (нем. Sara Messenzehl) — чемпионка Германии среди юниоров.